# Kloster Ollignies
Kloster Ollignies war von 1883 bis 1942 ein belgisches Kloster der Bernhardinerinnen von Esquermes in Lessines, Ortsteil Ollignies, in der Provinz Hennegau, Bistum Tournai.

## Geschichte
Die Bernhardinerinnen von Lille, die vor allem pädagogisch engagiert waren, gründeten 1883 angesichts der Religionsfeindlichkeit der Dritten Republik als Zuflucht das Kloster Notre Dame Auxiliatrice („Maria Hilf“) in Ollignies (heute: Lessines) in Belgien. Dorthin floh 1904 das Mutterhaus vor dem Gesetz zur Trennung von Kirche und Staat (mit Auflösung der Klöster) und blieb bis 1942. Dann wurde das Kloster (Mutterhaus) nach Armentières und ab 1948 in die Neugründung Kloster La Cessoie verlegt.